# La Motte-Chalancon
La Motte-Chalancon é uma comuna francesa na região administrativa de Auvérnia-Ródano-Alpes, no departamento de Drôme. Estende-se por uma área de 22,83 km². Em 2010 a comuna tinha 443 habitantes (densidade: 19,4 hab./km²).